# De dood van het hennetje

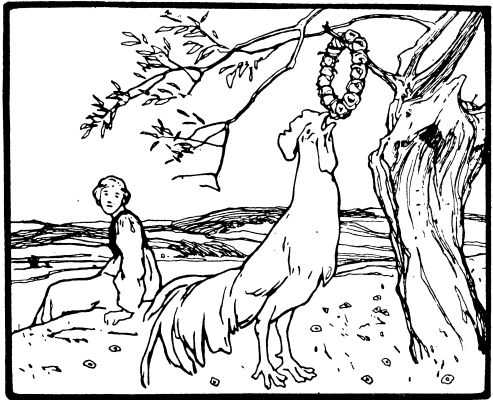
Illustratie van Otto Ubbelohde voor het sprookje Von dem Tode des Hühnchens, 1909

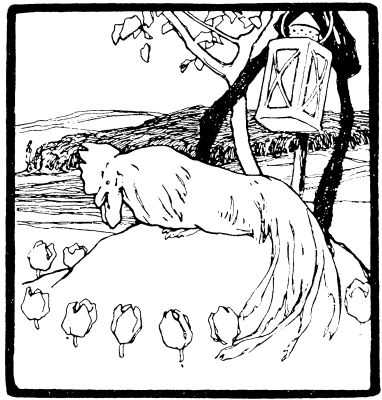
Illustratie van Otto Ubbelohde voor het sprookje Von dem Tode des Hühnchens, 1909

De dood van het hennetje is een sprookje dat werd verzameld door de gebroeders Grimm voor Kinder- und Hausmärchen onder nummer KHM80. De oorspronkelijke naam is Von dem Tode des Hünchens.

## Het verhaal
Het hennetje gaat met het haantje naar de notenberg en spreken af dat degene die een noot vindt hem zal delen met de ander. Het hennetje vindt de noot, maar ze wil hem alleen opeten. De noot is te dik en blijft in haar keel steken. Ze schreeuwt naar haantje en deze rent naar de waterput voor water. De put wil alleen water geven als hij naar de bruid gaat en om rode zijde vraagt. Het haantje doet dit, maar de bruid wil eerst dat het haantje haar kransje haalt wat aan de wilg is blijven hangen. Hij haalt dit snel en brengt dan de rode zijde naar de put en krijgt water.
Haantje brengt het water naar hennetje, maar zij is inmiddels gestikt in de noot. Haantje begint te huilen en alle dieren komen treuren. Zes muizen bouwen een wagentje en ze brengen hennetje zo terug. Maar ze komen dan de vos tegen en die vraagt of hij mee mag rijden. Ook de wolf, de beer, het hert, de leeuw en alle dieren van het bos rijden mee. Ze komen bij de beek en zien een strohalm op de oever. De strohalm biedt aan om over de beek te gaan liggen, maar tijdens de rit stort de strohalm in.
Zes muizen verdrinken en dan komt er een kooltje vuur aan die aanbiedt over de beek te gaan liggen. Maar kooltje raakt het water en begint te sissen en is dood. Een steen ziet dit en wil dan het haantje helpen en gaat over het water liggen. Haantje trekt de wagen zelf en kan niet met de zwaarbeladen wagen de kant op komen aan de overkant. De wagen valt terug en alle ingezetenen verdrinken. Haantje graaft een graf en legt hennetje erin, hij maakt er een heuveltje op en gaat erbovenop zitten totdat hij zelf sterft. En toen was iedereen dood.

## Achtergronden
- Dit sprookje komt uit Hessen.
- Avonturen van een groep dieren worden ook beschreven in Het gespuis (KHM10), Van het muisje, het vogeltje en de braadworst (KHM23), De Bremer straatmuzikanten (KHM27), Meneer Korbes (KHM41) en De broodkruimels op de tafel (KHM190).
- In dit sprookje zijn, naast mensen en dieren, planten en levenloze dingen personages. Dit komt ook voor in Het gespuis (KHM10), Strohalm, kooltje vuur en boontje (KHM18), Van het muisje, het vogeltje en de braadworst (KHM23), Meneer Korbes (KHM41) en De peetoom (KHM42).
- Vergelijk ook Het boshuis (KHM169).